# إدموند فريمان
إدموند فريمان (بالإنجليزية: Edmund Freeman)‏ هو سياسي أمريكي، ولد في 25 يوليو 1596، وتوفي في 1682.